# Lena Horne

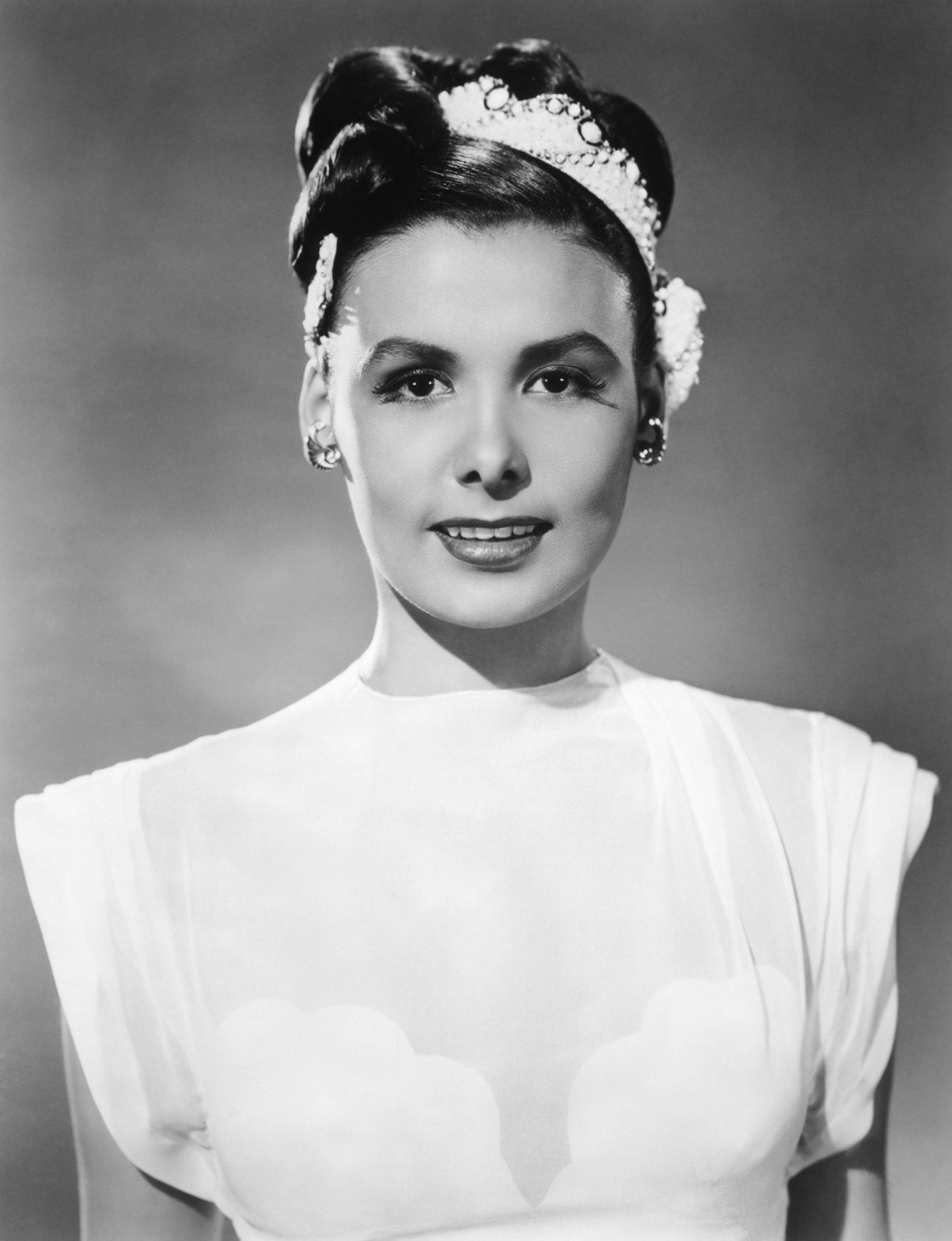
Lena Horne
Publiciteitsfoto voor de musical 'Till the Clouds Roll By' (1946)

Lena Mary Calhoun Horne (New York, 30 juni 1917 – New York, 9 mei 2010) was een Amerikaanse zangeres, danseres, actrice en mensenrechtenactiviste.

## Leven
Horne werd geboren in Brooklyn, in een gezin dat van beide kanten zowel Afrikaanse en indiaanse, als Europese voorouders had. Ze debuteerde al op haar zestiende jaar als danseres en zangeres in de beroemde New Yorkse Cotton Club, waar ze o.a. optrad met het orkest van Cab Calloway. In 1935-1936 ging ze als zangeres op tournee met het orkest de Noble Sissles en nam ze haar eerste twee platen op voor Decca Records.

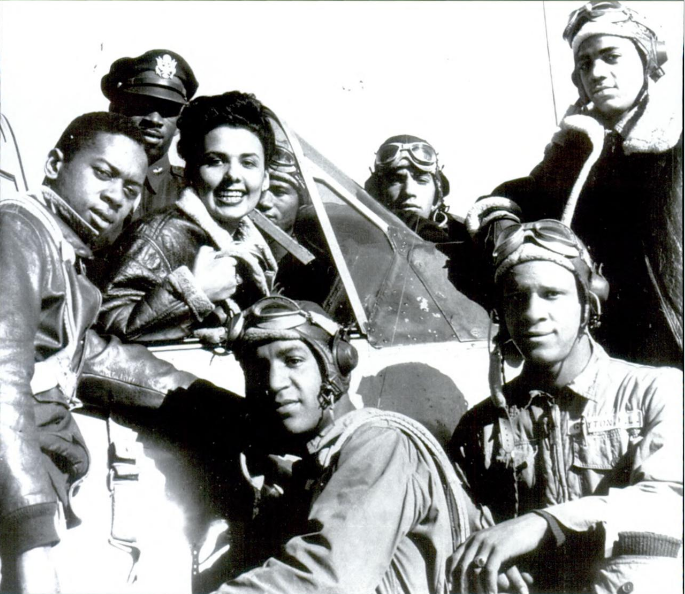
Lena Horne met Tuskegee airmen
(1945)

Eind jaren dertig trok Horne naar Hollywood om daar haar geluk te beproeven in de filmwereld. Ze kreeg diverse kleinere rollen en twee grotere in de films Cabin in the Sky en Stormy Weather (de soundtrack van laatstgenoemde film leverde haar een wereldhit op). Tijdens de Tweede Wereldoorlog werden zwarte Amerikaanse militairen ook binnen het leger achtergesteld en gediscrimineerd door blanke officieren en soldaten. Toen Lena Horne eens optrad in een Amerikaans kamp waar zich blanke, zwarte en krijgsgevangen genomen Duitse militairen bevonden, deed zij een voorstelling voor de zwarten en vertrok daarna uit protest. (Studs Terkel, 'De goede oorlog' (Uitg. Veen b.v. Utrecht/Antwerpen, 1985).
Horne werd echter als Afro-Amerikaanse systematisch gediscrimineerd in de verdere ontwikkeling van haar carrière, hetgeen haar ontmoedigde en haar linkse ideeën verder deed rijpen.
Na de Tweede Wereldoorlog verbleef Horne enkele jaren in West-Europa, waar ze onder meer optrad in Nederland en België. Na haar terugkeer naar de Verenigde Staten, in de tijd van het Mccarthyisme, kwam ze vanwege haar linkse sympathieën op de Zwarte lijst van Hollywood. Ze kon echter blijven werken in nachtclubs en geregeld ook voor de televisie. In de jaren zestig trad ze steeds vaker op als mensenrechtenactiviste en nam ze onder meer met Martin Luther King deel aan de vredesmars naar Jackson (1966).
In de jaren zeventig en tachtig trad Horne weer met regelmaat op in televisieshows, onder meer in The Muppet Show en The Cosby Show. Begin jaren tachtig schitterde ze meer dan 100 keer op Broadway in de onewomanshow Lena Horne: The Lady and Her Music.
Horne werd in 1991 opgenomen in de Georgia Music Hall of Fame en ontving vele prijzen, waaronder de Grammy Lifetime Achievement Award in 1989.

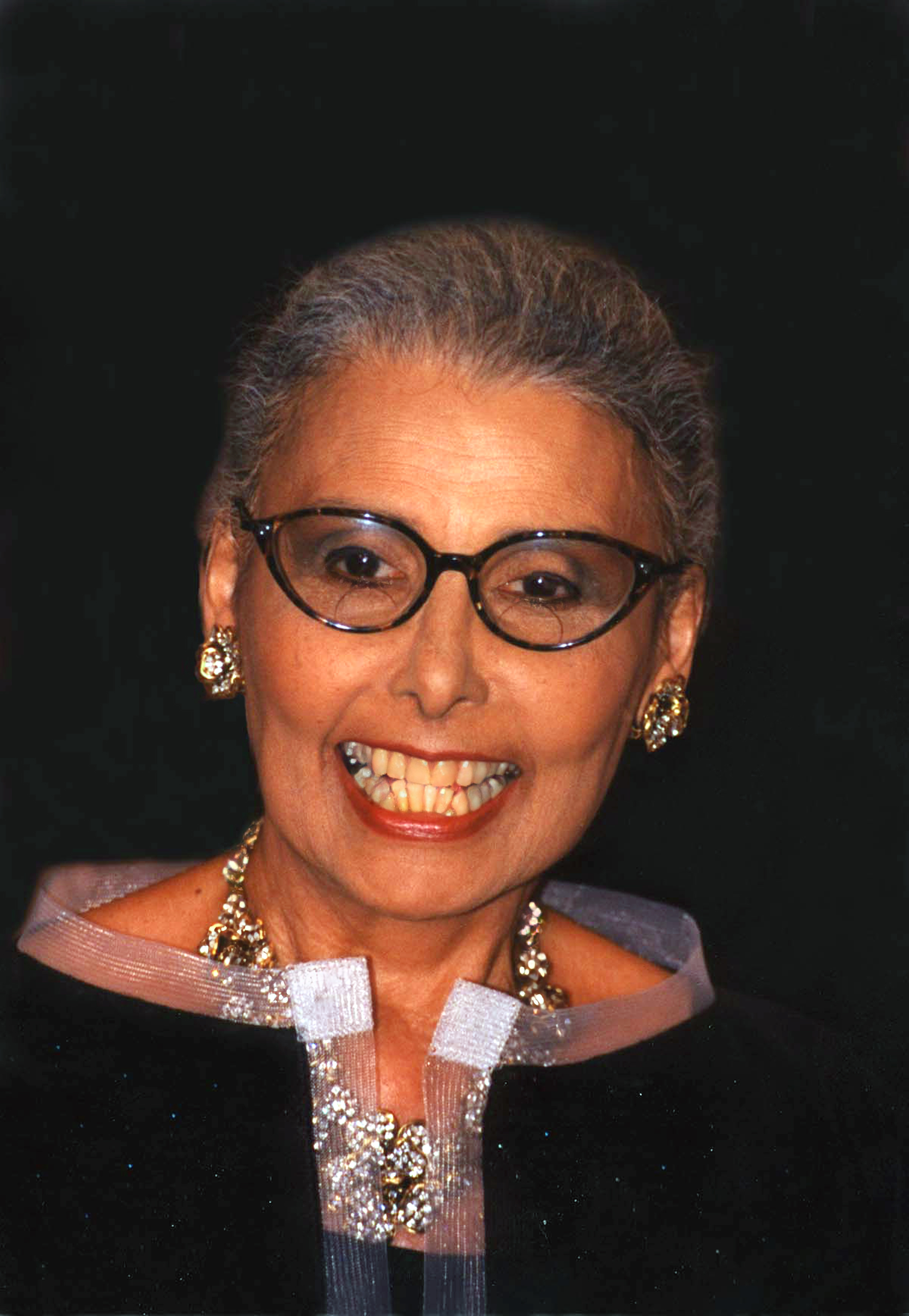
Lena Horne op 80-jarige leeftijd
(1997)

Horne was getrouwd met de pianist, componist en arrangeur Lennie Hayton. De zangeres overleed in mei 2010 op bijna 93-jarige leeftijd.

## Discografie (selectie)

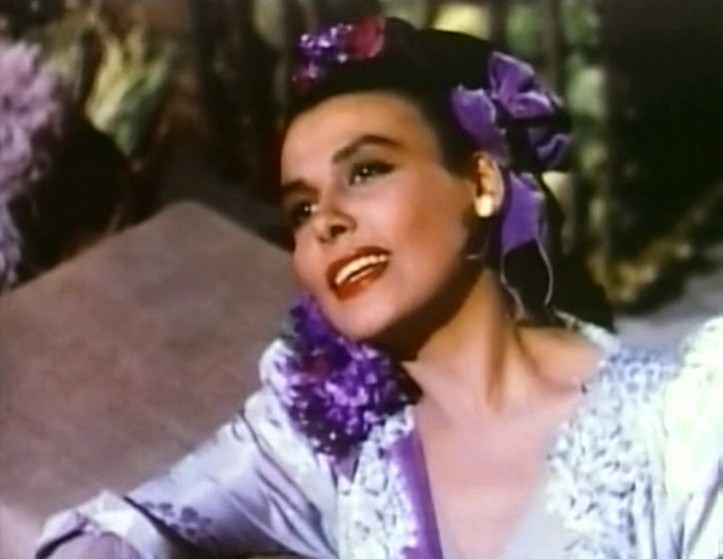
Lena Horne in 'Till the Clouds Roll By'
(1946), screenshot

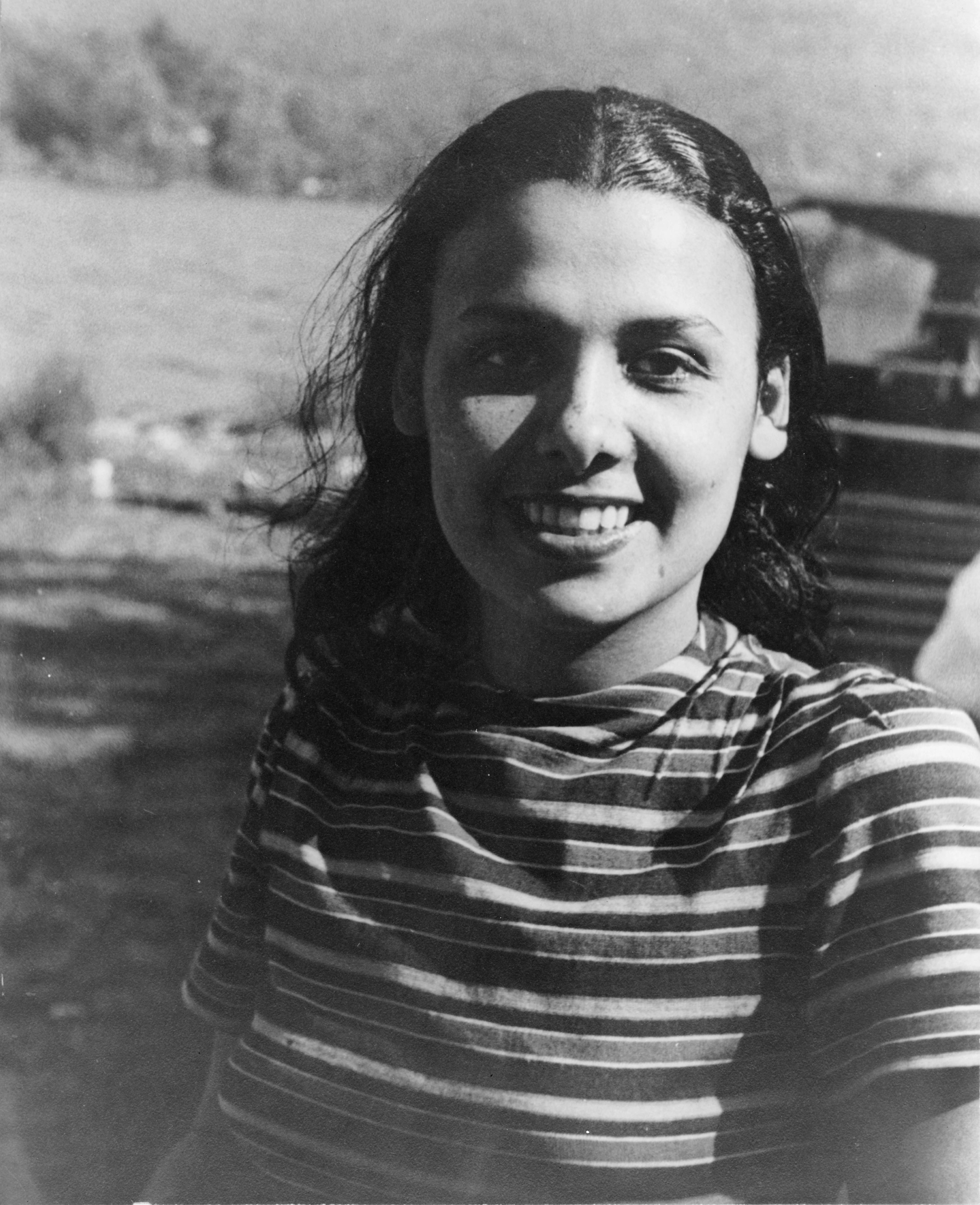
Lena Horne
(1941), foto Carl van Vechten, Library of Congress

- Charlie Barnet: The Transcription Performances (1941)
- Lena Horne with the Dixieland Jazz Group of NBC's Chamber Music of Lower basin Street (RCA)
- Sidney Bechet: 1923–1936 (Classics)
- Billy Eckstine: Together (Spotlite, 1945)
- Lionel Hampton: Vibebrations (Giants of Jazz, 1945)
- Artie Shaw: 1940–1941 (Classics)
- It's Love (RCA, 1955)
- Porgy and Bess (met Harry Belafonte, RCA, 1959),
- Songs By Burke and Van Heusen (RCA, 1959)
- Lena on the Blue Side (RCA, 1962)
- Lena Lovely & Alive  (RCA, 1963) met het Marty Paich Orchestra
- Lena Sings Your Requests (1963)
- Lena Goes Latin (1963)
- Here's Lena Now (United Artists, 1964)
- Lena Soul (1966)
- Lena and Gabor (Skye, 1970)
- Lena and Michel (RCA, 1975)
- Lena, a New Album (RCA, 1976)
- The men in my life (TC, 1988)
- We'll Be Together Again (Blue Note, 1994)
- An Evening with Lena Horne (Blue Note, 1995)
- Being Myself (Blue Note, 1998)